# Desna Czernihów
Desna Czernihów (ukr. «Десна» Чернігів), właśc. TOW „Sportywno-futbolnyj kłub »Desna« m. Czernihiw” (ukr. ТОВ «Спортивно-футбольний клуб «Десна» м. Чернігів») – ukraiński klub piłkarski z siedzibą w Czernihowie. Założony w roku 1960 jako Awanhard.
Występowała w rozgrywkach ukraińskiej Premier-lihi, jednakże w 2022 roku ze względu na zniszczenie infrastruktury klubu wskutek inwazji Rosji na Ukrainę nie przystąpiła do rozgrywek.

## Historia
Chronologia nazw:
- 1960: Awanhard Czernihów (ukr. «Авангард» Чернігів)
- 1961–1970: Desna Czernihów (ukr. «Десна» Чернігів)
- 1977–...: Desna Czernihów (ukr. «Десна» Чернігів)

Zespół piłkarski w Czernihowie został założony w 1960 roku jako Awanhard (reprezentował towarzystwo „Awanhard”). Od następnego roku klub nazywał się już Desna Czernihów (Desna – rzeka co płynie przez Czernihów). Tylko w latach 1972–1975 klub nazywał się SK Czernihów. Klub brał udział w rozrywkach piłkarskich byłego ZSRR.
Od początku rozgrywek w niezależnej Ukrainie klub występował w Pierwszej Lidze. W sezonach 1994/95–1996/97 oraz 1999/00–2005/06 występował w Drugiej Lidze. W końcu 2008 były prezes klubu Ołeksij Sawczenko oskarżył sędziów o działania korupcyjne. Potem został usunięty od spraw piłkarskich i przekazał klub 9 lutego 2009 nowemu prezesowi Wałeriju Korotkowowi z Równego. Ale samemu przedsiębiorcy ciężko było utrzymać klub, dlatego 13 maja 2009 przekazał klub dyrektorowi generalnemu „Agrofirmy Piatychatka” Ołeksandrowi Poworozniukowi z Kirowohradu. W końcu maja Poworozniuk porozumiał się z byłym prezesem Sawczenką, w sprawie wspólnego finansowania klubu. Ich wspólne przedsiębiorstwo „Desna-Partner” zostało głównym sponsorem klubu. Jednak w 2010 klub ponownie odczuł problemy finansowe. W ostatniej kolejce nie wyjechał na mecz kalendarzowy, dlatego został zdyskwalifikowany przez PFL. 9 lipca 2010 klub po reorganizacji został ponownie dopuszczony do rozgrywek przez PFL. Nowym prezesem klubu został Jurij Tymoszok, zastępca dyrektora koncernu „Czernihiwspyrthoriłka”.

## Sukcesy
- 4. miejsce w Pierwszej Lidze (1 x):

2007/08

## Piłkarze

### Obecny skład
Stan na 2.03.2022:
| Nr | Poz. | Piłkarz                                                      |
| -- | ---- | ------------------------------------------------------------ |
| 1  | BR   | Dmytro Sydorenko                                             |
| 2  | OB   | Wadym Żuk                                                    |
| 3  | OB   | Ołeksandr Safronow                                           |
| 4  | OB   | Yevgen Tsymbalyuk                                            |
| 5  | OB   | Oleksandr Masalov                                            |
| 7  | PO   | Taras Zaviisyi                                               |
| 8  | PO   | Andrij Dombrowski                                            |
| 9  | PO   | Levan Arveladze                                              |
| 15 | PO   | Vikentiy Voloshyn (wypożyczony z wypożyczony z Dynamo Kijów) |
| 16 | PO   | Jewhen Biełycz                                               |
| 19 | PO   | Denys Demyanenko                                             |

| Nr | Poz. | Piłkarz                                            |
| -- | ---- | -------------------------------------------------- |
| 20 | NA   | Denys Bezborod´ko                                  |
| 21 | BR   | Roman Mysak                                        |
| 23 | OB   | Danyil Pus                                         |
| 33 | OB   | Yevgen Selin                                       |
| 62 | BR   | llya Karavashchenko                                |
| 72 | BR   | Ihor Łytowka                                       |
| 77 | NA   | Maksym Dehtiariow                                  |
| 90 | NA   | Ilya Shevtsov                                      |
| -  | PO   | Georgios Ermeidis                                  |
| -  | PO   | Artem Khatskevich (wypożyczony z Dynamo Kijów U19) |

## Trenerzy
- 1960–05.1960:  Ołeksandr Szczanow
- 05.1960–1960:  Anatolij Żyhan
- 1961:  Josyp Lifszyć
- 1962:  Jewgienij Gorianski
- 1963–07.1963:  Mychajło Czyrko
- 08.1963–1964:  Wadzim Radziszeuski
- 1965–0?.1966:  Walentin Tugarin
- 0?.1966–1966:  Siergiej Korszunow
- 1967–08.1967:  Wiktor Żylcow
- 08.1967–1967:  Jewhen Łemeszko
- 1968:  Walentin Tugarin
- 1969–0?.1969:  Wołodymyr Onyszczenko
- 0?.1969–1970:  Ołeh Bazyłewycz
- 1971–1976: klub nie istniał
- 1977–1982:  Juchym Szkolnykow
- 1983–0?.1983:  Andrij Procko
- 0?.1983–1984:  Jewgienij Gorianski
- 1985–1986:  Mychajło Fomenko
- 1987:  Andrij Procko
- 1988–07.1989:  Mychajło Duneć
- 08.1989–1989:  Andrij Procko
- 1990–07.1993: / Jurij Hruznow
- 08.1993–11.1993:  Andrij Procko (p.o.)
- 03.1994–08.1994:  Wiktor Dubyno
- 09.1994–09.1996:  Andrij Procko
- 09.1996–06.1999:  Juchym Szkolnykow
- 08.1999–06.2002:  Jurij Hruznow
- 07.2002–06.2004:  Wadym Łazorenko
- 07.2004–07.05.2007:  Ołeksandr Tomach
- 07.05.2007–25.06.2007:  Serhij Bakun (p.o.)
- 25.06.2007–26.08.2008:  Serhij Kuczerenko
- 26.08.2008–10.02.2009:  Ołeksandr Riabokoń
- 10.02.2009–18.07.2009:  Mychajło Duneć
- 07.2009–09.2009:  Jurij Owczarow (p.o.)
- 09.2009–23.06.2010:  Ołeksandr Riabokoń
- 07.2010–26.07.2010:  Wiktor Dohadajło (p.o.)
- 26.07.2010–02.08.2010:  Ihor Chimycz (p.o.)
- 02.08.2010–24.09.2010:  Ołeh Melnyczenko (p.o.)
- 24.09.2010–11.2010:  Ołeksij Skała
- 04.02.2011–12.07.2011:  Anatolij Belaj
- 12.07.2011–16.03.2012:  Ołeksandr Deriberin
- 16.03.2012–...:  Ołeksandr Riabokoń

## Europejskie puchary
Legenda do wszystkich tabel:
- Q – runda eliminacyjna, 1/16, 1/8, 1/4, 1/2 – odpowiednia faza rozgrywek, Grupa – runda grupowa, 1r gr – pierwsza runda grupowa, 2r gr – druga runda grupowa, F – finał, R – runda, PO – play-off
- k. – rzuty karne, los. – losowanie, Dogr. – dogrywka, w. – zasada bramek strzelonych na wyjeździe

| Sezon   | Rozgrywki   | Runda | Klub          | Dom     | Wyjazd  | Ogólnie |
| ------- | ----------- | ----- | ------------- | ------- | ------- | ------- |
| 2020/21 | Liga Europy | 3Q    | VfL Wolfsburg | 0–2 (W) | 0–2 (W) | 0–2 (W) |